# José Cruz Martínez
José Cruz Martínez, auch bekannt unter dem Spitznamen Potrillo, war ein mexikanischer Fußballspieler auf der Position eines Torwarts. 

## Leben
Weil „Potrillo“ Cruz der große Durchbruch versagt blieb, sind nur relativ unvollständige Daten aus seiner Laufbahn nachvollziehbar. 
Fest steht lediglich, dass er in der Saison 1947/48 beim Club León unter Vertrag stand und er mit den Esmeraldas in dieser Spielzeit den ersten Meistertitel ihrer Vereinsgeschichte gewann.
In der Saison 1950/51 stand Cruz beim Stadtrivalen Club San Sebastián unter Vertrag, mit dem er als erstem Verein den Abstieg aus der höchsten Spielklasse in die seinerzeit noch zweitklassige Segunda División hinnehmen musste.
5 Jahre später gelang ihm mit dem CF Monterrey am Ende der Saison 1955/56 der umgekehrte Weg: der Gewinn der Zweitligameisterschaft und der damit verbundene Aufstieg in die höchste Spielklasse. Zwar stand Martínez auch in der darauffolgenden Erstligasaison Saison 1956/57 bei den Rayados unter Vertrag, verlor seinen Stammplatz aber an den vom Club América verpflichteten Humberto Gama.

## Erfolge
Club León
- Mexikanischer Meister: 1947/48

CF Monterrey
- Mexikanischer Zweitligameister: 1955/56